# Yamaha YSR 50
La Yamaha YSR 50 è una motocicletta prodotta dalla casa motociclistica giapponese Yamaha dal 1987 al 1992.

## Profilo e contesto
La YSR 50 era una moto di piccola cilindrata, dotata di un motore monocilindrico raffreddato ad aria da 49,3 cm³ a due tempi alimentato da un carburatore Mikuni e racchiusa con una carenatura sportiva.
La rivista American Motorcyclist che testò la moto nel 1987, dichiarò che la sua velocità massima era di 38 mph (61 km/h).